# 研創
株式会社研創（けんそう、英: KENSOH CO.,LTD.）は、広島県広島市安佐北区に本社を置く企業向けのサイン（看板）製作を中心とする企業。

## 沿革
- 1908年9月 - 創業。
- 1971年9月 - 株式会社広島研創設立。
- 1979年4月 - 現社名に変更。
- 1990年11月 - 株式を店頭公開（現在の[東証スタンダード]）。

## 社名の由来
同社の社是である「常に学び 研究し 創造する」に由来する。